# Théodore Jouffroy
Théodore Simon Jouffroy (1796–1842) – francuski filozof. Zwolennik szkockiej filozofii zdrowego rozsądku.
Jouffroy miał znaczący wpływ na recepcję i popularyzację filozofii szkoły szkockiej we Francji. Przetłumaczył dzieła Dugalda Stewarta, czołowego przedstawiciela szkoły, na język francuski. Dodatkowo, po rewolucji lipcowej we Francji w 1830 r., wspólnie z Victorem Cousinem i Pierre Laromiguière'em opracował nowy program nauczania w szkołach średnich, oparty na filozofii szkoły szkockiej. W wyniku tego, jak podaje W. Tatarkiewicz: od 1832 r. stała się ona na lat przynajmniej dwadzieścia oficjalną filozofią Francji.